# 香港科學院

香港科學院

香港科學院（英語：Hong Kong Academy of Sciences），簡稱港科院，為香港非牟利學術組織，是香港科學技術研究領域的最高學術機構之一，由香港大學前校長徐立之牽頭，於2015年12月5日在香港禮賓府正式成立，以香港中文大學校友、香港大學前校長徐立之為首任院長，香港大學化學系講座教授支志明為首任副院長。現任院長爲香港中文大學教授、分子生物學家盧煜明。

## 名稱
港科院於成立前曾考慮以「香港科學院」為名，但由於在2014年已有一農產品公司在香港註冊為「香港科學院有限公司」，因此只能定名為「港科院」；後已正名。

## 院士
港科院對院士國籍不設限制，只要對香港的科技發展有貢獻皆有機會被選為院士，每2年會遴選最多5名新院士。
榮譽院士
|  | 院士   | 機構                             | 專業                 |
|  | 楊振寧 | 清華大學，香港中文大學           | 理論物理學家         |
|  | 高錕   | 香港中文大學                     | 物理學及電子工程學家 |
|  | 丘成桐 | 清華大學，香港中文大學，哈佛大學 | 數學家               |

資深院士
|  | 院士          | 機構                   | 專業                     |
|  |               | 法國斯特拉斯堡大學     | 化學家                   |
|  | 簡悅威        | 美國加州大學三藩市分校 | 遺傳學家                 |
|  | 崔琦          | 美國普林斯頓大學       | 理論物理學及電子工程學家 |
|  | 菲立普·希阿雷 | 香港城市大學           | 數學家                   |
|  | 朱經武        | 美國休士頓大學         | 物理學家                 |
|  | 梁智仁        | 香港大學               | 臨床醫學家               |
|  | 蕭蔭堂        | 美國哈佛大學           | 數學家                   |

創院院士
|  | 院士   | 機構                           | 專業         |
|  | 麥德華 | 香港大學                       | 分子生物家   |
|  | 徐立之 | 中國經綸慈善基金及浙江大學     | 分子生物家   |
|  | 支志明 | 香港大學                       | 無機化學家   |
|  | 姚期智 | 清華大學及香港中文大學         | 電腦科學家   |
|  | 黃乃正 | 香港中文大學                   | 有機化學家   |
|  | 蒲慕明 | 中國科學院神經科學研究所       | 神經科學家   |
|  | 郭位   | 香港城市大學                   | 電子工程學家 |
|  | 汪正平 | 美國喬治亞理工學院             | 電子工程學家 |
|  | 陳新滋 | 中國中山大學                   | 有機化學家   |
|  | 葉玉如 | 香港科技大學                   | 神經科學家   |
|  | 任詠華 | 香港大學                       | 無機化學家   |
|  | 范上達 | 香港養和醫院                   | 臨床醫學家   |
|  | 裴偉士 | 香港大學                       | 病毒學家     |
|  | 鄧青雲 | 美國羅徹斯特大學及香港科技大學 | 材料科學家   |
|  | 袁國勇 | 香港大學                       | 病毒學家     |
|  | 王永雄 | 美國史丹福大學                 | 統計學家     |
|  | 盧煜明 | 香港中文大學                   | 病理學家     |
|  | 沈祖堯 | 新加坡南洋理工大學             | 臨床醫學家   |
|  | 張明傑 | 南方科技大學                   | 神經科學家   |
|  | 陳繁昌 | 阿卜杜拉国王科技大学           | 數學家       |

院士
|  | 院士                          | 機構         | 專業               |
|  | 莫毅明                        | 香港大學     | 數學家             |
|  | 沈平                          | 香港科技大學 | 物理學及材料科學家 |
|  | 葉嘉安                        | 香港大學     | 城市規劃           |
|  | 謝作偉                        | 香港中文大學 | 無機化學家         |
|  | 莫樹錦                        | 香港大學     | 臨床醫學家         |
|  | 楊彤 （页面存档备份，存于）   | 香港理工大學 | 數學家             |
|  | 陳子亭 （页面存档备份，存于） | 香港科技大學 | 物理學及材料科學家 |
|  | 謝賞恩 （页面存档备份，存于） | 香港大學     | 分子生物家         |
|  | 譚廣亨                        | 香港大學     | 臨床醫學家         |
|  | 陸錦標                        | 香港科技大學 | 物理學家           |
|  | 趙國春                        | 香港大學     | 地質學家           |
|  | 滕錦光                        | 香港理工大學 | 結構工程           |
|  | 于君                          | 香港中文大學 | 臨床醫學家         |

## 外部連結
- 官方網站 （页面存档备份，存于）（英文）